# Неклесса, Александр Иванович
Александр Иванович Неклесса (25 апреля 1949, Москва) российский политолог и экономист. Председатель Комиссии по социальным и культурным проблемам глобализации, член бюро Научного совета «История мировой культуры» при Президиуме Российской Академии наук (РАН), Руководитель Группы «Север-Юг» (aka Лаборатория «Север-Юг») Центра цивилизационных и региональных исследований (Отделение глобальных проблем и международных отношений РАН). Руководитель объединения «ИНТЕЛРОС — Интеллектуальная Россия».
В 1972 году окончил Московский государственный институт международных отношений при Министерстве иностранных дел СССР; в 1978 году — очную аспирантуру Института Африки АН СССР; в 1997 — Высшие курсы стратегического анализа (Институт стратегических исследований, г. Каир). Действительный член российских отделений Всемирной федерации исследований будущего (WFSF) и международной лиги стратегического управления, оценки и учета (ILSMAA), а также Философско-экономического ученого собрания МГУ им. М. В. Ломоносова. Член международного редакционного совета (от России) журнала «Philosophical alternatives» («Философские альтернативы») Болгарской академии наук, Экспертного совета журнала «Экономические стратегии» (ИНЭС РАН, Россия). Руководитель семинара «Нексус» (Интелрос — Комиссия по социальным и культурным проблемам глобализации РАН). Член Совета Школы эффективных коммуникаций «Репное».
Ранее возглавлял Синергетическую лабораторию НПО «СИНЛА» (АЦМИ), руководил межотраслевым центром «Геоэкономика», работал главным специалистом МВЭС РФ, заместителем директора Национального института развития при Отделении экономики РАН, заместителем генерального директора Института экономических стратегий при Отделении общественных наук РАН, управляющим Службы стратегического анализа МАПО «МИГ», экспертом-консультантом Директората стратегического планирования ВПК МАПО, научным руководителем Департамента стратегического развития ОАО «ГАО ВВЦ», был членом Комитета по стратегическому развитию при Совете директоров ОАО «ГАО ВВЦ».
Являлся экспертом Центра стратегических исследований Приволжского Федерального округа; членом рабочей исследовательской группы по урегулированию кризисов в Центральной Азии Консорциума военных академий и институтов, изучающих безопасность (в рамках программы «Партнерство ради мира»); экспертных советов по внешней политике (при Комитете по международным делам Государственной Думы Федерального Собрания Российской Федерации) и по проблемам инновационной политики и развития человеческого потенциала (при Совете Федерации Федерального Собрания Российской Федерации); аналитической группы Совета Обороны Российской Федерации.
Руководил Московским интеллектуальным клубом «Красная площадь», теоретическим семинаром «Глобальное сообщество» (Научный Совет «История мировой культуры» при Президиуме Российской академии наук), междисциплинарным семинаром «ΣYNEPГIA» (Центр проблемного анализа и государственно-управленческого проектирования при ООН РАН). Вел авторскую аналитическую программу «Будущее» / FINAM FM (диплом Международной академии исследования будущего, 2009; лауреат Всероссийской премии в области общественно-политической проблематики «Власть № 4»/номинация «Лучший текст о будущем», 2011).
Автор примерно 700 публикаций по проблемам политологии, экономики, истории. Научный руководитель/автор проектов СИНЛА/Глобальная трансформация (1984—1989), КАСКАД (1987), ЭКОЛАР (1988), ГЕОКОН (1991—1996), ГЛОБАЛЬНОЕ СООБЩЕСТВО (1997—2003), СОФИЯ (2003—2012), КАМЕЛОТ (2004), КП (2005—2006), СИНЕРГИЯ (2007—2010), ВВЦ-2/ПАРК Россия (2009—2010), ФЕНИКС-К (2010), БОЛЬШАЯ ВОЛХОНКА (2011), РУССКАЯ ИДЕНТИЧНОСТЬ (2010—2012), ЛИК/Пайдейя (2010—2014), ГИБРИДНЫЙ МИР (2015), СОЗИДАНИЕ БУДУЩЕГО (2016—2017), БОРЬБА ЗА БУДУЩЕЕ (2018—2020), ПОСТКОЛОНИАЛЬНОСТЬ (2021—2023), ИНТЕЛРОС (2003-настоящее время).
Основные направления исследований: международные системы управления и тенденции глобального развития (геоэкономика-геокультура-геоантропология); методология анализа, прогноза и управления в ситуациях неопределенности; философия истории (феномен «будущего»).

## Биография
В 1972 году окончил Московский государственный институт международных отношений при Министерстве иностранных дел СССР.
В 1978 году очную аспирантуру Института Африки АН СССР и Высшие курсы стратегического анализа (Институт стратегических исследований, г. Каир).
В том же году начал свою научную деятельность в Институте Африки АН СССР.
С 1988 году руководил Синергетической лабораторией НПО СИНЛА.
С 1993 года — главный специалист в министерстве внешнеэкономических связей России, член рабочей группы по разработке концепции и стратегии развития внешнеэкономических связей России и критериев обеспечения её внешнеэкономической безопасности.
С 1995 года — эксперт, затем управляющий в Службе стратегического анализа МАПО «МиГ».
С 1997 года Руководитель Московского теоретического семинара «Глобальное сообщество: изменение социальной и культурной парадигм».
В 1998 году — член независимого экспертного совета по стратегическому анализу проблем внешней и внутренней политики при Совете Федерации Федерального Собрания РФ.
С 1998 года — заместитель директора Национального института развития отделения экономики РАН, заведующий лабораторией геоэкономического анализа и проблем социального развития Института Африки РАН, руководитель межотраслевого центра «Геоэкономика».
С 1999 года — заместитель директора Института экономических стратегий при отделении международных отношений РАН.
С 1999 года — действительный член Философско-экономического ученого собрания МГУ им. М. В. Ломоносова, член Научного совета «История мировой культуры» при президиуме РАН (1999)
С 2000 года — руководитель Отделения геоэкономики Академии геополитических проблем.
В 2000 году — член совета по внешней политике при Комитете по международным делам Государственной Думы Федерального Собрания; член рабочей исследовательской группы по урегулированию кризисов в Центральной Азии, Консорциума военных академий и институтов, изучающих безопасность (в рамках программы «Партнерство ради мира») при Центре им. Дж. Маршалла.
С 2000 года — профессор Академии геополитических проблем.
Основная область исследований — международные системы управления и тенденции глобального развития, в том числе концепция исторического процесса как последовательной смены форм самоорганизации общества, геоэкономические исследования и структурное моделирование социально-экономических процессов, поствестфальская система международных связей как иерархичная и динамичная система глобального управления, проблемы неоархаизации общества на Африканском континенте и др.

## Семья
- Дочь — современная художница и поэтесса Елизавета Неклесса.

## Публикации
Избранные публикации: https://www.inafran.ru/node/3365
Книги
- Агентство перемен. Постколониальность в проблемном поле цивилизационного транзита. – М.: ИНТЕЛРОС. 2025
- Три глобуса ойкумены эволюционная траектория антропологического космоса – Регионы в политике, политика в регионах. Политическая наука: Ежегодник 2023 / Российская Ассоциация политической науки; [под ред. О. В. Гаман-Голутвиной, Р. В. Евстифеева, Л. А. Фадеевой]. – Москва; Пермь: ИЦ «Титул», ФГБОУ ВО «ПГНИУ», 2023. С. 12–48
- Глобальная трансформация. – М.: ИНТЕЛРОС. 2022
- Поезд истории. – М.: ИНТЕЛРОС. 2021
- Борьба за будущее. Методологические и прогностические аспекты цивилизационной конкуренции. – Цивилизационные альтернативы Африки. Т. 3. / Отв. ред. Следзевский И.В. – М.: Институт Африки РАН. 2020. С. 15–43
- Мультиплицированный суверенитет. Постколониальность как фрактальный извод постсовременности. – Африка в условиях формирования полицентричного мира. / Отв. ред. Волков С.Н., Дейч Т.Л., Ненашев С.В. – М.: Институт Африки РАН. 2020. С. 18–27
- Цивилизационный транзит М.: ИНТЕЛРОС. 2020
- Эволюция истории. М.: ИНТЕЛРОС. 2019
- Осмислюючи майбутне. Свiт як незавершений проект. – Киiв: Дух и Лiтера. Изд-во Нацiональниго унiверситету «Киево-Могиляньска академия». 2018
- Геоэкономическая формула мироустройства. Мировой порядок — время перемен. Сборник статей. Под ред. А. И. Соловьева, О. В. Гаман-Голутвиной. / Российская ассоциация политической науки. М.: Аспект Пресс. 2019
- Цивилизационные альтернативы Постсовременности // Политическая наука перед вызовами глобального и регионального развития (отв. ред. О. В. Гаман-Голутвина). — Российская политическая наука: истоки и перспективы (под общ. ред. О. В. Гаман-Голутвиной). Т. 1. М.: Аспект Пресс, 2015
- Российско-африканские экономические связи в глобальном контексте: проблемы и тенденции. М., 1995
- Пентамино: Россия и новый метарегиональный контекст. М., 1995
- Перспективы глобального развития и место Африки в Новом мире. М., 1995
- Ответ России на вызов времени: стратегия технологической конверсии. М., 1997
- Конец эпохи Большого Модерна. М., 1999
- Глобальное сообщество: новая система координат. М., 2000 (ред.);
- Неопознанная культура. М., 2001 (ред.)
- Глобальное сообщество: Изменение социальной и культурной парадигм. М., 2002
- Люди воздуха, или кто строит мир? // «Институт экономических стратегий», 2005
- Христианская цивилизация: система основных ценностей: мировой опыт и российская ситуация; Научный эксперт, 2007

Статьи
- Разбитое окно Овертона. Цивилизационный транзит и постколониальность. Общественные науки и современность 2024. № 4
- Постколониальность как лейтмотив и ландшафт цивилизационного тран-зита. – Век глобализации. 2024.  № 3 (51)
- Африканский транзит в региональном и глобальном контексте // Полити-ческая концептология: журнал метадисциплинарных исследований. Научно-аналитическое издание. 2024. № 2
- Шестидесятники как потенциальный субъект социальной префигу-рации. Политическая концептология: журнал метадисциплинарных исследований. 2023. № 1
- Архитектура антропокосмоса или три глобуса Ойкумены. – Полити-ческая концептология: журнал метадисциплинарных исследований. 2022. № 4
- Постколониальность как фрактальный извод постсовременности: предмет, методология, прогноз. К 70-летию статьи Альфреда Сови «Три мира, одна пла-нета». – Полис. Политические исследования. 2022. № 2
- Цивилизация как процесс: мультиплицированные субъекты Постмо-дерна. – Полис. Политические исследования. 2021. № 5
- Постколониальность в глобальном и региональном измерениях // Вестник Российского университета дружбы народов. Серия: Международные отношения. Т. 21. 2021. № 1
- Метаморфозы цивилизационного транзита. Эволюционный марафон и социальная ментальность. – Метафизика. (Metaphysics). Научный журнал РУДН. 2021. № 1
- Поезд в будущее: транзит современной цивилизации. – За горизон-тами событий. / Strategic Group Sofia. 2021. № 2
- Будущее, которое мы избираем. – СоциоДиггер. Том 2. Вып. 9 (14). Горизонты будущего. – ВЦИОМ. 2021. Октябрь — ноябрь
- Борьба за будущее. Методологические и прогностические аспекты цивилизационной конкуренции. – Век глобализации Научно-теоретический журнал. 2020. № 4
- Приватизация будущего. Движение к новой семантике, концепции и практике мира. – Полис. Политические исследования. 2020. № 2
- Цивилизационный транзит. Методологические и прогностические аспекты (анализ — прогноз — управление). Экономическая наука современной России. 2020. № 4 (91)
- Афразийская зона нестабильности и проблемы российского стратегического планирования. Восток (Oriens). Афро-азиатские общества: история и современность. 2020. № 2
- Проблема глобального развития и место Африки в Новом мире // Мировая экономика и международные отношения. 1995. № 8
- Геометрия экономики // Мировая экономика и международные отношения. 1996. № 10
- Африканская перестройка // Азия и Африка сегодня. М.: Наука, 1997. № 6
- Эпилог истории // Восток. 1998. № 5
- Конец цивилизации или Конфликт истории // Мировая экономика и международные отношения. 1999. № 3
- Реквием XX веку // Мировая экономика и международные отношения. 2000. № 12
- Осмысление Нового мира // Восток. 2000. № 4
- Трансмутация истории // Вопросы философии. М., 2001
- А lа carte // Полис. 2001. № 3
- Вступление в постсовременный мир III тысячелетия // Восток. 2001. № 4
- Россия в системе геоэкономических координат XXI в. // Путь В XXI век: Стратегические проблемы и перспективы российской экономики. М., 1999
- Рах Oeconomicana // Экономическая теория на пороге XXI века — 3. М.: 2000
- Система геоэкономического мироустройства как глобальный проект // Экономическая теория на пороге XXI века — 5. М., 2001
- Конец эпохи Большого Модерна // Постиндустриальный мир и Россия. М.: 2001
- Ordo quadro: пришествие постсовременного мира // Мегатренды мирового развития. М., 2001
- Проект «Глобализация» // Мировая периферия в условиях глобализации. М.: 2002
- Управляемый хаос: новый цивилизационный контекст // Связь времен. М.: 2002
- Мир индиго. Эпоха постмодерна и новый цивилизационный контекст: материалы к заседанию 27 марта 2008 г. Контуры эпохи Постмодерна: новый цивилизац. контекст. Россия в Новом мире. Центр проблем. анализа, 2008
- Другая Европа // «Независимая газета», 2009, 10 апреля